# Хуан Пабло Піно
Хуан Пабло Піно (ісп. Juan Pablo Pino, нар. 30 березня 1987, Картахена) — колумбійський футболіст,  клубу «Реал Картахена».
Чемпіон Колумбії. Чемпіон Греції. Володар Кубка Греції.

## Клубна кар'єра
У дорослому футболі дебютував 2003 року виступами за команду «Індепендьєнте Медельїн», у якій провів чотири сезони, взявши участь у 40 матчах чемпіонату. 
Своєю грою за цю команду привернув увагу представників тренерського штабу клубу «Монако», до складу якого приєднався 2006 року. Відіграв за команду з Монако наступні два сезони своєї ігрової кар'єри.
Протягом 2008 року захищав кольори клубу «Шарлеруа».
У 2008 році повернувся до клубу «Монако». Цього разу провів у складі його команди два сезони. 
Згодом з 2010 по 2018 рік грав у складі команд «Галатасарай», «Аль-Наср» (Ер-Ріяд), «Олімпіакос», «Індепендьєнте Медельїн», «Бастія», «Універсітаріо де Депортес», «Арема» та «Барито Путера».
До складу клубу «Реал Картахена» приєднався 2021 року. Станом на 02 липня 2023 року відіграв за команду з Картахени 22 матчі в національному чемпіонаті.

## Виступи за збірні
Протягом 2003–2008 років залучався до складу молодіжної збірної Колумбії. На молодіжному рівні зіграв у 23 офіційних матчах, забив 12 голів.
У 2009 році дебютував в офіційних матчах у складі національної збірної Колумбії.

## Титули і досягнення
- Чемпіон Колумбії (1):

«Індепендьєнте Медельїн»: 2004 (Apertura)
- Чемпіон Греції (1):

«Олімпіакос»: 2012-2013
- Володар Кубка Греції (1):

«Олімпіакос»: 2012-2013